# Senzeni Na?
Senzeni Na? (deutsch Was haben wir getan?, Untertitel What Have We Done?) ist ein südafrikanischer Kurzfilm von 1990 unter der Regie von Bernard Joffa. Der Film war für einen Oscar nominiert.

## Inhalt
Südafrika 1980: Enos Ntamo, ein Zulu, wird von weißen Polizisten aus einem Bus gezerrt und damit konfrontiert, dass man ihn des Terrorismus verdächtige und er unter Anklage gestellt werde. Obwohl er in der Haft von den Polizisten gefoltert wird, bestreitet er die gegen ihn erhobenen Vorwürfe vehement und bleibt dabei, dass die Anschuldigungen falsch seien. Major Venter, der Vorgesetzte der Polizisten, ordnet weitere Maßnahmen an, um Ntamo zu einem Geständnis zu bringen, wie gewaltsames Eintauchen in eiskaltes Wasser oder dergleichen. Er überwacht diese Folterungen selbst. Der Beschuldigte wiederholt jedoch immer wieder, dass er nichts getan habe, und versucht, ihn entlastende Angaben einzubringen. Die Folter setzt sich jedoch fort mit Fußtritten, doch auch diese lassen Ntamo nicht einknicken.
Am nächsten Tage wird Enos Ntamo ausgepeitscht und ihm im Anschluss ein Sack über den Kopf gestülpt, während sein Oberkörper nackt bleibt. Weitere Folterungen folgen, indem man Zigaretten auf seinem nackten Oberkörper ausdrückt. Enos flüchtet sich in das Volkslied Senzeni Na?, ein südafrikanisches Kampflied der Xhosa, um der Schmerzen einigermaßen Herr zu werden.
Nachdem die Ermittlungsbeamten dann doch noch den Hinweisen Enos Ntamos nachgehen und bei Befragung des von Enos genannten Ehepaars Burgess feststellen müssen, dass Ntamo die Wahrheit gesagt hat, wird er überraschend entlassen. Eine Entschuldigung für das, was man ihm angetan hat, erhält er allerdings nicht. Enos beschließt seiner Familie eine Nachricht zukommen zu lassen und erst einmal nicht nach Hause zu fahren, da er überzeugt ist, der Willkür der Weißen etwas entgegensetzen zu müssen.

## Produktion
Der Film entstand unter Federführung von Bernard Joffa in Zusammenarbeit mit Anthony E. Nicholas, Sam Phillips und Ken Barris durch das American Film Institute. Neben Englisch wird im Film auch in einem afrikanischen Dialekt gesprochen. Das Drehbuch basiert auf einer Geschichte von Ken Barris.
Die Songs im Film sind arrangiert und vorgetragen worden von Themba.
Ein VHS-Video wurde vom Verlag Monica, CA: Pyramid herausgegeben.

## Auszeichnung
- 1991: Oscarnominierung für Bernard Joffa und Anthony E. Nicholas für und mit diesem Film in der Kategorie „Bester Kurzfilm“